# لی تینگ (تنیس‌باز)
 لی تینگ (انگلیسی: Li Ting؛ زاده ۵ ژانویهٔ ۱۹۸۰) یک تنیس‌باز اهل جمهوری خلق چین است.